# Bethlen–Haller-kastély
A küküllővári Bethlen–Haller-kastély műemlék Romániában, Fehér megyében. A romániai műemlékek jegyzékében az AB-II-a-A-00201 sorszámon szerepel.